# УкрАвтоМедіа
УкрАвтоМедіа — українська видавнича компанія, заснована у 1999 році в м. Києві, Україна. Входить до складу групи медіа-компаній AC Media. 

## Історія
Листопад 1999 року — починає виходити тижневик «АвтоКиев» та журнал для чоловіків «Б-52».
Червень 2002 року — виходить перший номер журналу «Car & Music в Украине».
Червень 2002 року — започатковано щорічний тюнінг-фестиваль «Car & Tuning Show».
Грудень 2005 — починає виходити журнал «Tuning».
Жовтень 2008 — з'являється спеціалізований додаток «Home & Music» до журналів «Б-52», «Car & Music в Украине» і «Tuning».

## Друковані видання
АвтоКиев — щотижнева автомобільна газета. 
Наповнення газети «АвтоКиев» складають приватні оголошення про продаж автомобілів; пропозиції від автосалонів, СТО, автомагазинів; новини автомобільного ринку; блоки розважальної інформації та інше.
Основні рубрики: Новини міста К, Автомайданчик, Автоновини, СпортоНовини тощо.
Газета розповсюджується у м. Києві серед автомобілістів на транспортних розв'язках, АЗС, СТО, автомагазинах.    
Періодичність виходу — щотижнево. Виходить з 1999 року. 
Щотижневий тираж — 200000. 
Інтернет-версія — www.autokiev.com.ua [Архівовано 29 червня 2009 у Wayback Machine.].
Б-52 — інформаційно-розважальний журнал для чоловіків.
Наповнення журналу складають:
- статті на теми бізнесу, подорожей та відпочинку, новинок у сфері цифрових технологій, облаштування помешкання та сучасних тенденцій у будівництві;

- автомобільні огляди;

- консультації з питань моди та стилю, стосунків з протилежною статтю;

- огляд останніх найвизначніших столичних вечірок та інше.

Журнал умовно поділений на 4 розділи, які відповідають стилям життя сучасних чоловіків — Перша особа, 4х4, Егоїст та Актив.
Основні рубрики журналу: Портрет, Бізнес, Стиль, Драйв, Hi-Tech, Дім тощо. 
Періодичність виходу — щомісяця. Виходить з 1999 року.
Щомісячний тираж — 35000.
Інтернет-версія — www.b-52.com.ua.
Car & Music в Украине — журнал присвячений автомобільним аудіо- та відеосистемам, тюнінгу, засобам охорони автомобіля і мобільного зв'язку.
У журналі «Car & Music в Украине» представлено:
- тести і наглядні приклади використання автоакустичних систем, звукового та відео обладнання;

- огляди новинок car-audio обладнання, приладів GPS-навігації, охоронних систем тощо;

- детальні описи найкращих прикладів інсталяцій аудіо-відео систем;

- новини автомобільних подій в Україні та світі;

- інформація про спеціалізовані виставки, шоу, змагання, прес-конференції виробників та дилерів звукового та відеообладнання для автомобілів.

Основні рубрики журналу: Супертести, Інсталяції, Новини, Hi-Tech.
Періодичність виходу — щомісяця. Виходить з 2002 року.
Щомісячний тираж — 30000.
Інтернет-версія — www.carmusic.ua. 
Tuning — журнал про тюнінг вітчизняних та імпортних автомобілів. 
Наповнення журналу «Tuning» складають:
- огляди найкращих прикладів тюнінгованих автомобілів в Україні та за кордоном;

- статті про зміни екстер’єру та інтер'єру автомобіля, вдосконалення його технічних складових, звуковий тюнінг;

- ілюстрований опис запчастин, які застосовуються у автотюнінзі;

- новини від виробників та дилерів автомобільних аксесуарів, аудіо- та відеокомпонентів тюнінгованих авто в Україні та за кордоном;

- інформація про спеціалізовані виставки, шоу та інші заходи, пов'язані з тематикою видання;

- ексклюзивні фотосесії за участю моделей тощо.

Основні рубрики: Тачки, Запчастини на прокачку, Новини, Події, X-Posed.
Періодичність виходу – щомісяця. Виходить з 2005 року.
Щомісячний тираж — 30000.
Інтернет-версія — www.tuning.ua [Архівовано 1 квітня 2022 у Wayback Machine.].

## Інтернет-проєкти
www.b-52.com.ua — інтернет-портал для чоловіків.
Інформаційне наповнення сайту включає:
- статті журналу «Б-52»;

- блог-сервіс — розділ, у якому кожен може створити власний мережевий щоденник;

- форум — більшість розділів форуму зосереджені на автомобільній тематиці: автотюнінзі, автомобільному аудіо- та відеообладнанні, питаннях ремонту та обслуговування авто, головних автомобільних виставкових подіях та фестивалях. Окремий розділ присвячено обговоренню провідних тем журналу «Б-52» і окремих його статей;

- каталог сайтів, присвячених ексклюзивним туристичним подорожам, клубному відпочинку та іншим закладам культурного відпочинку;

- архів номерів журналу «Б-52»;

- відеосервіс (добірка роликів на автомобільну, спортивну, гумористичну, новинну та іншу тематику);

- розділ новин;

- курс валют.

www.carmusic.ua — інтернет-сайт журналу «Car & Music в Украине».
На сайті представлено повну електронну версію журналу, включаючи архів попередніх номерів. Статті журналу присвячені інсталяціям аудіо- та відео обладнання, структуровані за марками авто.
Наповнення сайту також складають:
- розділ автомобільних новин;

- каталог автомобільного аудіо- та відеообладнання, акустичних систем, компонентів для тюнінгу;

- оголошення про продаж авто;

- добірка відеороликів на автомобільну та іншу тематику;

- форум — присвячений розгляду проблемних питань, пов'язаних з інсталяцією та експлуатацією різного car-audio обладнання, а також обговоренню самого видання «Car & Music в Украине».

www.tuning.ua [Архівовано 1 квітня 2022 у Wayback Machine.] — інтернет-сайт журналу «Tuning».
Наповнення сайту формується наступним контентом: 
- електронна версія журналу «Tuning», включаючи архів попередніх номерів;

- автомобільні новини, пов’язані з тематикою журналу;

- оголошення про продаж тюнінгованих автомобілів, спеціалізованих запчастин та аксесуарів;

- каталог звукового обладнання для автомобіля, навігаційних систем, автоелектроніки та інших компонентів, призначених для тюнінгу автомобіля;

- фотогалерея журналів «Б-52», «Car & Music», «Tuning» та фестивалю «Car & Tuning Show»;

- відеосервіс;

- ексклюзивні фотосесії за участю моделей;

- блог-сервіс;

- тематичний форум.

Статті журналу «Tuning», які представлені на сайті, розподілені за марками автомобілів.
www.caraudio.com.ua [Архівовано 1 квітня 2022 у Wayback Machine.] — інтернет-сайт всеукраїнського автомобільного фестивалю «Car & Tuning Show».
Сайт містить організаційну інформацію про фестиваль: правила участі та хід проведення змагань, інформацію про суддів та партнерів чергового фестивалю, календар найближчих заходів у рамках фестивалю, прес-релізи.
Наповнення ресурсу також складають фото- та відеоархіви фестивалю «Car & Tuning Show», автомобільні та розважальні новини, форум, публікації преси про захід тощо.

## Акції
Car & Tuning Show — всеукраїнський автомобільний фестиваль. 
Фестиваль проводиться з метою популяризації автозвукового руху і тюнінгу в Україні, розвитку інсталяційної культури, покращення інформованості споживачів і просування на ринок нової автомобільної електронної апаратури.
Програма фестивалю включає: змагання з тюнінгу автомобілів, якості звуку, мультимедіа та звукового тиску, конкурс краси «Car & Tuning Girls», виставку досягнень в сфері тюнінгу, caraudio та мультимедіа, шоу-програму. 
Організатор фестивалю — ТОВ «УкрАвтоМедіа» при підтримці Федерації автозвукового спорту України.
«Car & Tuning Show» проводиться щорічно з 2002 року протягом травня — вересня. Фестиваль складається з декількох етапів, які мають міжнародний статус, і закінчується фіналом. У кожному з етапів беруть участь 50-100 автомобілів з України та країн СНД. Фінал «Car & Tuning Show» проводиться в кінці серпня чи в середині вересня. У ньому беруть участь 70-80 найкращих автомобілів сезону. 
Взяти участь у заходах «Car & Tuning Show» може будь-яка дієздатна особа, яка пройшла процедуру реєстрації в оргкомітеті фестивалю. 
Визначення переможців на кожному етапі змагань фестивалю здійснюють, керуючись Правилами «Car & Tuning Show», судді, які пройшли спеціальну підготовку і атестацію. 
У рамках фестивалю проводяться змагання з якості звуку (SQ), мультимедійних систем (Multi Media), сили звуку (SPL) та комплексні змагання (United), під час яких оцінюються всі параметри модифікації автомобіля (якість звуку, звуковий тиск, тюнінг, дизайн і ходові якості авто) згідно з Правилами «Car & Tuning Show».   
Фестиваль проходить у містах-мільйонниках, обласних центрах з розвинутим тюнінг-рухом та курортних зонах.
Інтернет-сайт фестивалю — www.caraudio.com.ua [Архівовано 1 квітня 2022 у Wayback Machine.].